# Echidnopsis squamulata
Echidnopsis squamulata là một loài thực vật có hoa trong họ La bố ma. Loài này được (Decne.) P.R.O.Bally mô tả khoa học đầu tiên năm 1963.